# Júlia Milovits
Júlia Milovits (ur. 1 marca 1990 w Budapeszcie) – węgierska siatkarka, grająca na pozycji rozgrywającej. Od sezonu 2016/2017 występuje w rumuńskiej drużynie CSM Bukareszt.

## Sukcesy klubowe
Puchar Węgier:
- 2009, 2012

Mistrzostwo Węgier:
- 2012
- 2010, 2011
- 2009

Puchar Serbii:
- 2013, 2014

Mistrzostwo Serbii:
- 2013
- 2014
- 2015

Mistrzostwo Rumunii:
- 2017